# Svend Nyboe Andersen
Svend Aage Nyboe Andersen – kendt under navnet "Nyboe" – (19. marts 1932 i Holstebro – 10. maj 1981) var en dansk journalist og udenrigskorrespondent. Han var den første danske journalist, der bosatte sig i Japan, et land, han blev fascineret af på sine rejser som ung sømand. 
Nyboe Andersen begyndte som journalistelev på Sydsjællands Social Demokrat i 1954 hvortil han senere vendte tilbage og blev landets yngste chefredaktør. Nyboe tog til Tokyo og dækkede de olympiske Lege i 1964 for B.T. Tilbage i Danmark skrev Nyboe en del om tidens arkitektur og design. Han bosatte sig senere over en tiårig periode i Japan fra midten af 1960'erne, og herfra han skrev til bl.a. Politiken og rapporterede til Danmarks Radio med sin karakteristiske, lidt lyse stemme. Mange husker hans enestående interview med den daværende kejser Hirohito samt reportager om kviksølvofrene fra Minamata og atombombeofrene fra Hiroshima og Nagasaki. Nyboe rejste dog rundt som reporter i hele Sydøstasien, men kom tilbage til Danmark i 1977 hvor han fungerede som chefredaktør for Roskilde Tidende frem til sin død. 
Nyboe efterlod sig en søn og en datter.